# سيندي شيرمان
سيندي شيرمان (بالإنجليزية: Cindy Sherman )‏ (و. 1957  م) هي مصورة، ومخرجة أفلام، ورسامة، ونسوية، وناشطة حقوق المرأة أمريكية، شاركت في دوكومنتا 7 ‏، وهي عضوةٌ في الأكاديمية الأمريكية للفنون والآداب، والأكاديمية الملكية للفنون، والأكاديمية الأمريكية للفنون والعلوم.

## التعليم
تعلمت في Buffalo State University ‏.

## جوائز
حصلت على جوائز منها:
- جائزة بريميم إمبريال  [لغات أخرى]‏ (2016)
- جائزة هاسلبلاد [الإنجليزية]‏ (1999)
- الخاتم القيصري لغوسلار [الإنجليزية]‏
- زمالة ماك آرثر.

## وصلات خارجية
- سيندي شيرمان على موقع IMDb (الإنجليزية)
- سيندي شيرمان على موقع الموسوعة البريطانية (الإنجليزية)
- سيندي شيرمان على موقع مونزينجر (الألمانية)
- سيندي شيرمان على موقع ألو سيني (الفرنسية)
- سيندي شيرمان على موقع أول موفي (الإنجليزية)
- سيندي شيرمان على موقع أول موفي (الإنجليزية)
- سيندي شيرمان على موقع ديسكوغز (الإنجليزية)
- سيندي شيرمان على موقع قاعدة بيانات الفيلم (الإنجليزية)
- سيندي شيرمان على موقع كينوبويسك (الروسية)